# Hiromi Hara
Hiromi Hara (n. 19 octombrie 1958) este un fost fotbalist japonez.

## Statistici
| Japonia | Japonia | Japonia |
| An      | Meciuri | Goluri  |
| ------- | ------- | ------- |
| 1978    | 6       | 1       |
| 1979    | 2       | 0       |
| 1980    | 5       | 2       |
| 1981    | 10      | 1       |
| 1982    | 6       | 3       |
| 1983    | 10      | 6       |
| 1984    | 7       | 5       |
| 1985    | 10      | 5       |
| 1986    | 6       | 7       |
| 1987    | 11      | 7       |
| 1988    | 2       | 0       |
| Total   | 75      | 37      |